# Robert William Elliston

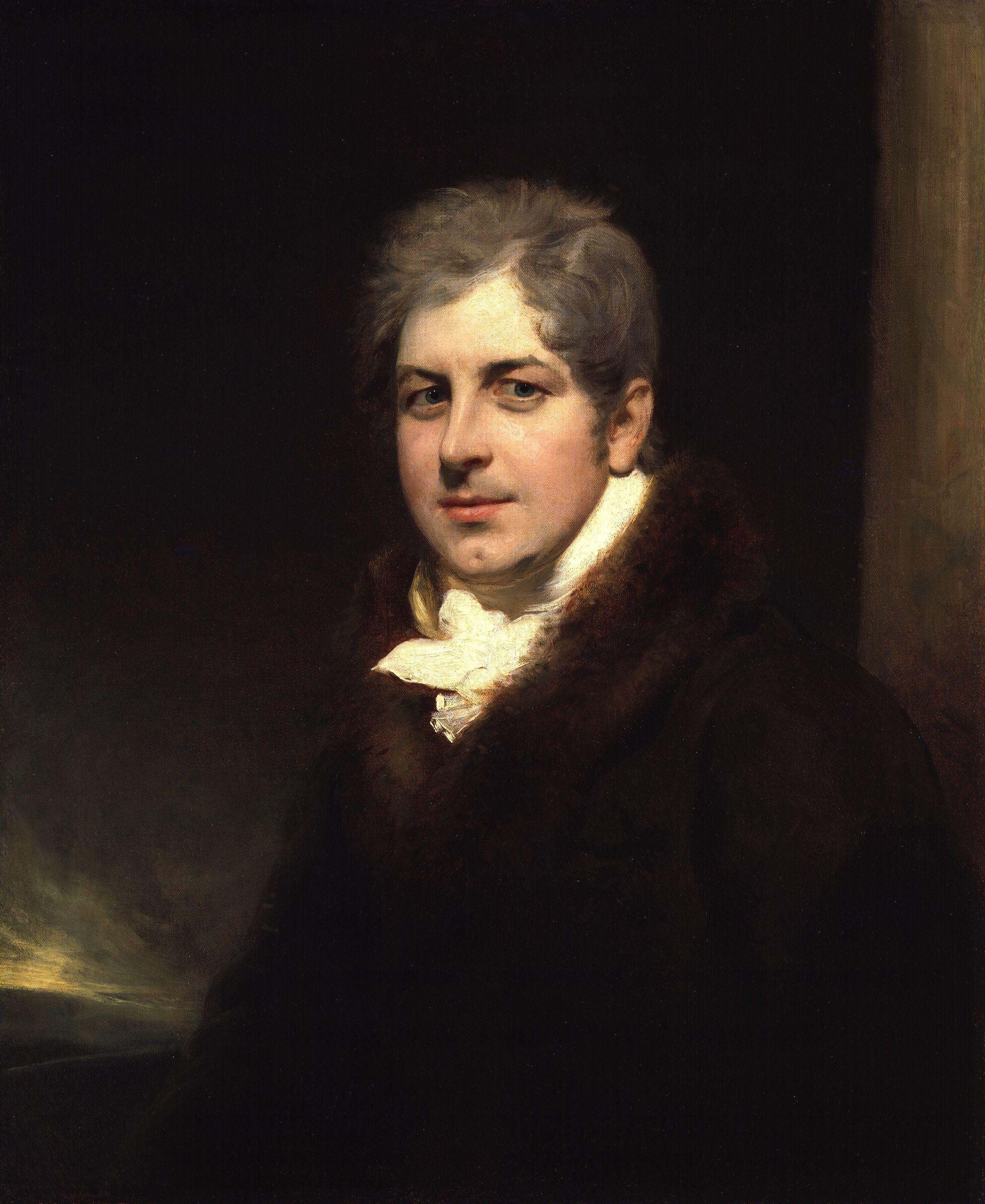
Robert William Elliston, Gemälde von George Henry Harlow

Robert William Elliston (* 7. April 1774; † 1831) war ein englischer Schauspieler und Theatermanager.

## Leben
Elliston, als Sohn einer Uhrmacher geboren, wurde ausgebildet an der St Paul’s School in London, bis er von zu Hause wegrannte. Seinen ersten Bühnenauftritt hatte er 1791 in Bath in Richard III. Dort war er später auch als Romeo zu sehen, sowie in anderen bekannten Stücken, sowohl in Komödien als auch in Tragödien. Er setzte seinen Erfolg ab 1796 auch in London fort. Er spielte 1804 bis 1809 im Theatre Royal Drury Lane und dort nochmals ab 1812. Ab 1819 war er selbst der Pächter des Hauses, es traten unter anderem mit Edmund Kean, Lucia Elizabeth Vestris und William Charles Macready auf.
1813 erwarb er das Olympic Theatre und hatte Interesse an dem Patent Theatre Theatre Royal, Birmingham, aber schlechte Gesundheit und Missgeschick führten ihn 1826 in den Bankrott, während er seinen letzten Auftritt in der Drury Lane als Falstaff hatte. Als Pächter des Surrey Theatre spielte er dann fast bis zu seinem Tod, welcher durch unmäßigen Alkoholmissbrauch noch beschleunigt wurde. In Surrey, wo er erstmals der 1807 Pächter war und dann nochmals 1827, um außerhalb von West End Patentbeschränkungen auf Dramen zu vermeiden, präsentierte er Shakespeare und andere Stücke begleitet von Ballettmusik.
Leigh Hunt verglich ihn mit David Garrick, Lord Byron hielt ihn für unnachahmlich in Konversationskomödien und Macready lobte seine Vielseitigkeit.
Elliston war der Autor von The Venetian Outlaw (1805) und, zusammen mit Francis Godolphin Waldron, von No Prelude (1803). In beiden Stücken trat er auch selbst auf.
Sein Sohn war der Komponist Henry Twiselton Elliston (1801?–1864).

## Quelle
- Encyclopædia Britannica Eleventh Edition

| Personendaten    | Personendaten                              |
| ---------------- | ------------------------------------------ |
| NAME             | Elliston, Robert William                   |
| KURZBESCHREIBUNG | britischer Schauspieler und Theatermanager |
| GEBURTSDATUM     | 7. April 1774                              |
| STERBEDATUM      | 1831                                       |